# Oxychalepus
Oxychalepus es un género de escarabajos de la familia Chrysomelidae. El género fue descrito científicamente primero por Uhmann en 1937. Esta es una lista de especies pertenecientes a este género:
- Oxychalepus alienus (Baly, 1885)
- Oxychalepus anchora (Chapuis, 1877)
- Oxychalepus balyanus (Weise, 1911)
- Oxychalepus bisignatus (Chapuis, 1877)
- Oxychalepus centralis (Uhmann, 1940)
- Oxychalepus elongata (Chapuis, 1877)
- Oxychalepus externa (Chapuis, 1877)
- Oxychalepus insignita (Chapuis, 1877)
- Oxychalepus normalis (Chapuis, 1877)
- Oxychalepus opacicollis Ramos, 1998
- Oxychalepus paranormalis Ramos, 1998
- Oxychalepus posticatus (Baly, 1885)
- Oxychalepus proxima (Guérin-Méneville, 1844)
- Oxychalepus trispinosis (Pic, 1931)